# Vikingo (canción)
Vikingo es una canción de la cantante y actriz mexicana Thalía. Fue lanzada como el sexto y último sencillo de su álbum de estudio Valiente (2018). Se lanzó a principios del mes de noviembre de 2019 a plataformas digitales.

## Vídeo musical
Fue lanzado en el canal de la artista en YouTube el mismo día de su lanzamiento. Se muestra a la cantante en una ambientación de cuento y vestida como princesa y guerrera y a unos modelos de igual manera caracterizados.

## Posicionamiento en listas

### Listas de fin de año
| Lista (2019)                        | Posición |
| ----------------------------------- | -------- |
| Estados Unidos Hot Latin Songs      | 14       |
| Estados Unidos Latín Airplay        | 19       |
| Estados Unidos Latín Rhythm Airplay | 13       |
| México (Monitor Latino)             | 1        |
| Puerto Rico (Monitor Latino)        | 5        |
| Venezuela (Monitor Latino)          | 1        |

## Certificaciones
| Territorio     | Organismo certificador | Certificación | Ventas certificadas | Ref.  |
| -------------- | ---------------------- | ------------- | ------------------- | ----- |
| Estados Unidos | RIAA                   | Diamante      | 15 000              | [ 7 ] |

## Historial de lanzamiento
| Región | Fecha                  | Formato                     | Discográfica     | Ref.  |
| ------ | ---------------------- | --------------------------- | ---------------- | ----- |
| Varios | 9 de noviembre de 2019 | Descarga digital, Streaming | Sony Music Latin | [ 8 ] |